# Ястшембя-Стара
Ястшембя-Стара (пол. Jastrzębia Stara) — село в Польщі, у гміні Могельниця Груєцького повіту Мазовецького воєводства.
Населення — 66 осіб (2011).
У 1975-1998 роках село належало до Радомського воєводства.

## Демографія
Демографічна структура станом на 31 березня 2011 року:
|          | Загалом | Допрацездатний вік | Працездатний вік | Постпрацездатний вік |
| -------- | ------- | ------------------ | ---------------- | -------------------- |
| Чоловіки | 35      | 1                  | 26               | 8                    |
| Жінки    | 31      | 3                  | 16               | 12                   |
| Разом    | 66      | 4                  | 42               | 20                   |